# Nanne Sluis Pzn.

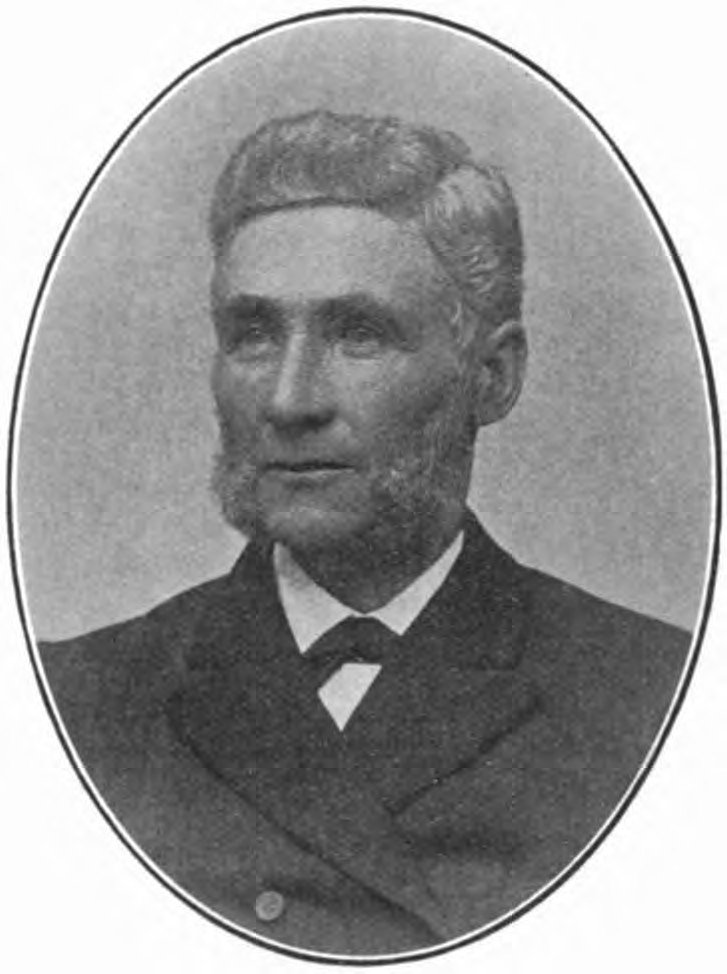
Portret van Sluis, gepubliceerd in Onze Afgevaardigden uit 1901 (een overzicht van alle Eerste en Tweede Kamerleden)

Nanne Sluis Pzn. (Andijk, 10 april 1834 - Enkhuizen, 21 juli 1925) was een Nederlands zaadhandelaar en politicus, medeoprichter van de firma Sluis & Groot en naast gemeenteraadslid in Enkhuizen (1874-1901) ook lid van de Provinciale Staten van Noord-Holland (1897-1916) en één termijn Tweede Kamerlid voor de Anti-Revolutionaire Partij (1901-1905).

## Zaadteelt en -handel
Nanne Sluis was de zoon van Pieter Sluis, en werkte aanvankelijk in het zaadteeltbedrijf van zijn vader. Door een ongeluk met een geweer op jonge leeftijd kon Nanne Sluis maar één hand gebruiken. Het is wellicht om die reden geweest dat hij zich meer richtte op de handel dan op het praktische werk op het land. Hij ging enige tijd naar Duitsland, vermoedelijk om de taal te leren, en begon in 1862 in de internationale zaadhandel, onder de naam Pieter Sluis en Zoon. In 1867 richtte hij samen met zijn neef Nanne Groot Simonsz. en zijn broer Jacob Sluis de firma Sluis & Groot op. Jacob vertrok na een jaar alweer om met Pieter Sluis (jongere broer van Nanne Sluis) de firma Gebroeders Sluis op te richten, die later Royal Sluis zou worden. In 1872 verhuisde Sluis & Groot van Andijk naar Enkhuizen, vooral vanwege de betere bereikbaarheid en transportmogelijkheden die het bedrijf daar had.

## Politiek
Naast de zaadhandel hield Nanne Sluis zich ook met de politiek bezig. In 1874 werd hij verkozen tot lid van de gemeenteraad van Enkhuizen, wat hij tot 1901 zou blijven. Bij de Tweede Kamerverkiezingen in dat jaar hij verkozen tot lid van de Tweede Kamer voor het kiesdistrict Enkhuizen namens de Anti-Revolutionaire Partij. Hij won nipt doordat de rooms-katholieke kandidaat zich terugtrok om te voorkomen dat de liberale kandidaat de zetel zou winnen. Al bij de volgende verkiezingen in 1905 kwam de zetel weer in liberale handen. In 1897 was hij tevens verkozen in de Provinciale Staten van Noord-Holland voor het kiesdistrict Enkhuizen. Tot 1916 zou hij Statenlid blijven.

## Persoonlijk
Nanne Sluis trouwde in 1862 met Marijtje Schuurman.

## Varia
- In Enkhuizen is de Nanne Sluisstraat naar hem genoemd. Daar direct naast ligt de Nanne Grootstraat, genoemd naar zijn neef, zwager en zakenpartner.
- Nanne Groot trouwde in 1827 met Antje Schuurman, de zus van Marijtje Schuurman, de vrouw van Nanne Sluis. Daarmee waren de heren dus niet alleen neven en zakenpartners maar ook zwagers van elkaar.
- In 1898 werd Sluis benoemd tot ridder in de Orde van Oranje-Nassau.